# 자치통감강목
《자치통감강목》(資治通鑑綱目)은 은 송나라 때 주희가 쓴 중국의 역사서이다. 이 책은 송의 사마광이 지은 《자치통감》에 대해 《춘추》의 체재에 따라 사실에 대하여 큰 제목은 강(綱)을 따로 세우고, 사실의 목(目)으로 구별하여 강목의 형식으로 편찬한 것이다.
주희는 생전에 이 책의 완성을 보지 못했고, 그 문인 조사연(趙師淵)이 번천서원(樊川書院)에서 이어 편찬을 완료하였다. 전59권.

## 내용
주희는 성리학자로써 엄격한 정윤론(正閏論), 명분론에서의 강상(綱常) 윤리에 따라 과거의 사실에 대해 춘추필법(春秋筆法)과 같은 포폄을 행했다. 이 책의 편찬을 통해 주희는 사마광의 정통관에 대한 수정을 완료하고, 나아가 자신의 농후한 도덕적 신념에 따른 해석을 더했다. 그는 왕망의 정권을 인정하지 않았고, 삼국(三國) 가운데 촉나라를 정통으로 삼았다.
《자치통감강목》의 탄생은 역사학에서는 강목체(綱目體)라는 독특한 서술 체계를 완성시켰다. 강목(綱目)은 이 책 전체의 체제이기도 하다. 강(綱)은 《춘추》를, 목(目)은 《좌전》을 본땄다. 주희가 강 부분을 완성하고, 다른 제자 조사연이 목 부분을 이어받아 완성하였다. 강목체는 넓게 봐서는 편년체(編年體)의 변종에 해당한다고도 볼 수 있다. 명나라의 남헌(南軒)과 상로(商輅) 또한 따로 《자치통감강목》의 「정편」과 「속편」을 지었다.
다만 《통감강목》은 원사료의 문장에 대한 첨삭이 다소 심한 탓에 역사가들로부터 초심자가 읽을 것은 아니며 역사학적 가치도 그리 높지 못하다는 지적도 따른다. 이미 남송 시대의 왕응린(王應麟)은 "《강목》에서 '현이 감히 다시 말하지 못하고, 이에 장현에게 거듭 청하게 하였다(玄不敢復言，乃令張玄重請)'는 이 두 구절을 빼버렸는데, 그러면 바둑 둔 것은 장현(張玄)이냐 사현(謝玄)이냐?"라며 비판하였고, 장태염(章太炎)은 또, "《강목》은 《자치통감》을 모본으로 하고 있는데 회암(晦庵)이 몸소 지은 것이 아니고 그 제자 조사연이 지은 것이다. 공자께서 《춘추》를 지으실 적에는 그 적을 것은 적으시고 뺄 것은 빼버리심에 자유, 자하의 무리가 감히 한 마디 보탤 수가 없었다. 회암은 곧 제자가 지은 것에 이름만 의탁한 셈이다. 당나라의 보궐(補闕)이었던 교지지(喬知之)에게 벽옥(碧玉)이라는 계집종이 있어 노래를 잘하였는데, 지지는 그와 불혼하였다(不婚). 불혼하였다는 것은 아내로 맞지 않았다는 것이다. 《강목》에서는 불(不) 자를 빼버리고 '지지가 이를 혼인하였다'고 해놓았다"고 비판하였다.
《자치통감강목》의 가치를 높게 매기게 된 것은 남송 후기, 그리고 명 왕조의 시대에 들어서였다. 강목을 연구한 윤기신(尹起莘)이 쓴 《발명(發明)》，유우익(劉友益)의 《강목서법(綱目書法)》，왕극관(汪克寬)의 《강목범례고이(綱目凡例考異)》를 구우(瞿佑)가 교감해 영락(永樂) 8년에 《자치통감강목집람전오》(資治通鑑綱目集覽鐫誤)라는 제목으로 간행하였다. 숭정(崇禎) 3년에 진인석(陳仁錫)이 이 세 권의 책을 갖고 다시 합쳐 인쇄할 때 주희와 왕백(王柏), 문천우(文天祐), 이방자(李方子), 윤기신, 유유익, 갈계신(揭傒斯), 가선거(賀善榘), 예사의(倪士毅), 왕극관, 왕유학, 서소문(徐昭文), 진제(陳濟), 양문정(楊文貞), 풍지서(馮智舒), 황중초(黃仲昭), 여이능(余以能) 등 많은 사람들의 서문을 실었다. 그 밖에 진제(陳濟)가 지은 《강목집람정오》(綱目集覽正误), 풍지서(馮智舒)가 지은 《강목질실》(綱目質實), 원 왕조 시대 사람인 왕유학(王幼學)이 편찬한 《자치통감강목집람》(資治通鑑綱目集覽) 59권이 있었다. 또한 진경수(陳桱修)가 지은 《통감속편》(通鑑續編) 24권, 진균(陳均)이 지은 《황조편년강목피요》(皇朝編年綱目被要) 30권과 《중흥양조강목비요(中興兩朝綱目備要)》18권이 있었고, 지은이가 확실하지 않은 《양조강목비요(兩朝綱目備要)》 16권이 있다.
청나라 강희 46년(1707년), 황제는 《자치통감강목》에 대한 비판을 가했고, 송락(宋犖) 등이 거듭 새로 모아 편집한 것을 교각하여 출간하였는데, 이름을 《어비통감강목전서》(御批通鑑綱目全書)라 했다. 이는 모두 190권이었다. 책의 정치성을 더욱 강조해 건륭 11년 윤3월에는 《어찬자치통감강목삼편》(御撰資治通鑒綱目三編, 20권)을 완성하였다. 이 책은 주희의 《자치통감강목》「정편」과 상로의 《속자치통감강목》(續資治通鑒綱目)을 계승한 명대 편년사이다. 청대의 역사학자 소정채는 《통감》과 《강목》을 역사이면서 경전이라고 평하고 있다.

## 한국에서 간행된 자치통감강목 판본
조선조에서 간행된 《자치통감강목》은 비단 서지학적 자료뿐 아니라 조선 전기의 금속활자 인쇄술 연구에도 크게 활용될 수 있는 자료이다.
가장 오래된 《자치통감강목》 인쇄본은 조선 세종 4년(1422년)에 간행된 경자자본(庚子字本)이다. 세종은 이 책을 애독하여 신하들에게도 읽기를 권장하였으며, 또 집현전 문신들에게 명하여 훈의까지 만들게 하였다. 그 훈의가 완성되자 세종은 그 간행에 필요한 종이 35만 권(약 7백만 장)을 중앙과 지방에 만들게 하여 총 139권에 달하는 이 방대한 책을 간행해 냈다. 이때에 중간 글자와 작은 글자는 갑인자를 사용하고 큰 글자는 병진자를 써서 동왕 20년(1438년) 《사정전훈의자치통감강목》(思政殿訓義資治通鑑綱目)을 찍어냈다. 병진자에 대해서는 《세종실록》 세종 18년(1436년) 7월 임술조와 류의손(柳義孫)의 서문에도 나타나고 있다.
이 판본은 총 139권 중 권19 하에 해당하는 것으로서 책 첫장에 교정(校正)이라는 인이 있으며, 책 맨 끝장에 옥연묵장(玉淵墨藏)이라는 인기가 있는데, 옥연은 한국의 안동 하회마을에 있는 류성룡의 서재 옥연재(玉淵齋)를 가리킨다. 표지는 뒷장이 없어졌던 것을 개장하였고, 앞장은 원형대로 보존하였으며 표제는 따로 목판인쇄하였고, 권차는 그 아래 먹으로 썼다. 서애의 후손인 류시부(柳時溥)가 소장하고 있던 이 옥연재본 《자치통감강목》은 현재 아단문고로 이관되었다.
세종 이후에도 《자치통감강목》은 몇 차례 더 간행되었다. 서울역사박물관에 소장되어 있는 《자치통감강목》의 경우 성종 24년(1493년)에 명나라 판본을 자본으로 주조된 계축자를 써서 간행한 것으로 4권 4책(권12, 27, 37, 42)의 잔본이지만, 계축자본 자체가 한국에서는 희귀한 데다 표지도 제택 당시의 원형을 유지하고 있는 전체적으로 보존 상태가 양호하여 그 가치가 높다. 서울역사박물관 소장 계축자본 《자치통감강목》의 경우 독해를 위해 본문과 주석 모두 구두(句讀)가 백권(白圈)으로 표시되어 있다. 의정부 산하의 관청인 사인사(舍人司)라는 인문이 군데군데 날인되어 있고, 특히 권42에는 본문의 중간 중간에 교정지시(校正指示)가 적혀 있어, 이 책이 교정본(校正本)임을 알 수 있다.
이 밖에 부산광역시 유형문화재로 지정되어 있는 《자치통감강목》(개인 소장)은 중종 때에 인출된 것으로 금속활자인 병진자와 목활자인 방병진자(倣丙辰字)를 섞어 인쇄한 점에서 인쇄사적으로 중요한 의미가 가치가 있는 것으로 평가받고 있다. 이와 같은 권수의 책은 고려대학교 도서관에 1책이 소장된 것 외에는 전하지 않고 있다. 한국에 전해지는 자치통감강목은 모두 일부가 망실되거나 일부만 남은 결본이다.

### 경자자본 《자치통감강목》 전질의 발견
2014년 12월 30일 한국의 국외소재문화재재단은 지난 10월 16일부터 24일까지 중국 상하이 도서관과 푸단 대학 도서관에서 실시한 한국전적 조사과정에서 경자자본 《자치통감강목》의 전질(59권 59책)을 발견했음을 보도하였다. 한국에 남은 것들과는 달리 전질이 온전하게 남아 있다는 점에서 귀중한 가치가 있다.
책에 찍힌 장서인을 통해 추정해본 책의 유입 경로를 보면, 11항 21자본의 해당 서적은 세종 때에 경자자로 인쇄되어 왕실 경연용 책으로 쓰이다가 안평대군이 소장하기도 했으며, 이후 성종의 모후 소혜왕후(인수대비)의 아버지 한확의 증손자 한숙창(韓叔昌, 1478년 ~ 1537년)과, 한숙창의 맏아들로 참판 한자의 사위이자 선조 때의 영의정을 지낸 홍섬(洪暹, 1504년 ~ 1585년) 등이 소장하던 것을 임진왜란 전후에 일본으로 유출되어 오와리번 초대 번주였던 도쿠가와 요시나오의 손에 들어가 비요문고(尾陽文庫)로써 편입되었다. 이후 일본에서 유학하던 중국의 장서가 쉬수(徐恕, 1890년~1959년)가 이 책을 손에 넣게 되었고, 10만 권에 달하는 책을 수집해 소장했던 쉬수는 사망 뒤에 대부분의 장서를 국가에 기증, 상하이 도서관에서 이 《자치통감강목》을 소장하게 된 것이다.

## 같이 보기
- 역사학
- 《자치통감》
- 주자학

## 참고자료
- 자치통감강목 - 국가유산청 국가유산포털
- 본 문서에는 서울특별시에서 지식공유 프로젝트를 통해 퍼블릭 도메인으로 공개한 저작물을 기초로 작성된 내용이 포함되어 있습니다.